# BulletBoys

BulletBoys es una banda de Hard rock formada por el vocalista Marq Torien, el guitarrista Mick Sweda y el bajista Lonnie Vencent a finales de los ochenta, luego de dejar la agrupación King Kobra. También contaban en la alineación con el joven baterista Jimmy D'Anda.

## Carrera
Los primeros dos discos de la banda (BulletBoys y Freakshow) fueron bien recibidos por la crítica y los fanáticos, vendiendo cerca de un millón de copias en todo el mundo. Algunos críticos comparan a la banda con la era David Lee Roth en Van Halen, pues la voz de Torien recuerda en algunos pasajes a la de Roth. 
La banda se desintegró en 1993. El vocalista Marq Torien y el bajista Lonnie Vencent continuaron usando el nombre BulletBoys y grabaron Acid Monkey, con un sonido distinto al Hard Rock de sus primeros años.
En 2000 todos los miembros originales se reunieron para la edición del disco Greatest Hits: Burning Cats And Amputees. Marq y Lonnie lanzaron un nuevo disco, Sophie, en 2003, bajo el nombre de BulletBoys nuevamente. En este disco participó el exvocalista de Skid Row, Sebastian Bach.

## Miembros actuales
- Marq Torien — Voz
- Nick Rozz - Guitarra
- Chad MacDonald - Bajo
- FRED ACHING - Batería

## Miembros Originales
- Marq Torien—Voz
- Mick Sweda—Guitarra
- Lonnie Vencent—Bajo
- Jimmy D'Anda—Batería

## Miembros anteriores
- Steven Adler - batería
- Stephen Allan - bajo
- DJ Ashba - guitarra
- Melvin Brannon II - bajo
- Jimmy D'Anda - batería
- Dish - batería
- Shawn Duncan - batería
- Troy Patrick Farrell - batería
- Brent Fitz - batería
- Vik Foxx - batería
- Johnny Giosa - batería
- Ryche Green - batería
- Scott Griffin - bajo
- Chris Holmes - guitarra
- Jason Hook - guitarra
- Denny Johnson - guitarra
- Robby Karras - batería
- Keri Kelli - guitarra
- Rob Lane - bajo
- Tony Marcus - guitarra
- Rick Marty - guitarra
- Stephen Jude Mills - batería
- Charlie Wayne Morrill - guitarra
- Tommy Pittam - guitarra
- Joaquin Revuelta - batería
- Danny Seven - batería
- Tory Stoffregen - guitarra
- Mick Sweda - guitarra
- Scott Taylor - bajo
- Michael Thomas - guitarra
- Phil Varone - batería
- Lonnie Vencent - bajo
- Danny Watts - guitarra
- David Weeks - bajo

## Discografía
- BulletBoys (1988)
- Freakshow (1991)
- Za-Za (1993)
- Acid Monkey (1995)
- Burning Cats and Amputees (2000)
- Sophie (2003)
- Smooth Up in Ya: The Best of BulletBoys (2006)
- Behind the Orange Curtain (2007)
- 10c Billionaire (2009)
- Rocked & Ripped (2011)
- Elefante (2015)